# Newton by Castle Acre
Newton by Castle Acre – wieś w Anglii, w hrabstwie Norfolk, w dystrykcie Breckland. Leży 41 km na zachód od Norwich i 145 km na północny wschód od Londynu. W 2001 miejscowość liczyła 37 mieszkańców.